# Gilberto Gil (álbum de 1971)
Gilberto Gil é o quarto álbum de estúdio lançado pelo cantor e compositor baiano Gilberto Gil, em abril de 1971, pela Philips Records. Este disco, assim como aquele de Caetano Veloso lançado no mesmo ano, foi gravado em Londres, onde o músico estava exilado por causa da ditadura brasileira.

## Faixas
Todas as faixas escritas por Gilberto Gil, exceto onde notado.
| Lado A         |                           |                              |         |  |
| N.º            | Título                    | Compositor(es)               | Duração |  |
| 1.             | "Nega (Photograph Blues)" |                              | 5:47    |  |
| 2.             | "Can't Find my Way Home"  | Steve Winwood                | 5:25    |  |
| 3.             | "The Three Mushrooms"     | Gilberto Gil / Jorge Mautner | 5:42    |  |
| 4.             | "Babylon"                 | Gilberto Gil / Jorge Mautner | 4:20    |  |
| Duração total: | Duração total:            | Duração total:               | 21:14   |  |

| Lado B         |                                             |                              |         |  |
| N.º            | Título                                      | Compositor(es)               | Duração |  |
| 1.             | "Volkswagen Blues"                          |                              | 4:15    |  |
| 2.             | "Mamma"                                     |                              | 4:46    |  |
| 3.             | "One O'Clock Last Morning, 20th April 1970" |                              | 4:45    |  |
| 4.             | "Crazy Pop Rock"                            | Gilberto Gil / Jorge Mautner | 4:15    |  |
| Duração total: | Duração total:                              | Duração total:               | 18:01   |  |

| Bônus do lançamento em CD (1998) |                                                   |                  |         |  |
| N.º                              | Título                                            | Compositor(es)   | Duração |  |
| 1.                               | "Can't Find my Way Home" (Ao vivo)                | Steve Winwood    | 6:34    |  |
| 2.                               | "Up from the Skies" (Ao vivo)                     | Jimi Hendrix     | 5:11    |  |
| 3.                               | "Sgt. Pepper's Lonely Hearts Club Band" (Ao vivo) | Lennon–McCartney | 9:37    |  |
| Duração total:                   | Duração total:                                    | Duração total:   | 21:22   |  |

## Ficha técnica[2]
- Gravação: Chappel’s Studios, no início de 1971
- Engenheiro de som: John Iles
- Produção: Ralph Mace
- Gilberto Gil: Vocais, violões e ritmos latinos
- Chris Bonnet: Baixo e vocais de apoio
- Capa: Linda Glover sobre fotografias de Johnny Clamp
- Remasterização: Carlos Savalla (Digital Mastering Solutions, outubro de 1998)